# Zespół hemolityczno-mocznicowy
Zespół hemolityczno-mocznicowy (ang. haemolytic-uraemic syndrome, HUS) – grupa wielonarządowych chorób hematologicznych, które łączy obecność ostrego uszkodzenia nerek, niskiego miana płytek krwi i hemolizy krwinek czerwonych prowadzącej do anemii. Wstępne objawy z reguły obejmują krwawą biegunkę, gorączkę, wymioty i ogólne osłabienie. Na HUS chorują głównie niemowlęta i małe dzieci, ale u dorosłych przebieg choroby jest z reguły dużo cięższy. Powikłaniami mogą być kłopoty neurologiczne i niewydolność serca.
Większość przypadków występuje po przechorowaniu infekcyjnej biegunki spowodowanej przez specyficzny typ bakterii Escherichia coli, nazywany O157:H7. Pozostałymi czynnikami wywołującymi HUS są S. pneumoniae, Shigella, Salmonella oraz niektóre leki. Choroba spowodowana jest najczęściej produkowaną przez bakterie toksyną Shiga. Atypowy zespół hemolityczno-mocznicowy (aHUS) wywoływany jest przez mutację genetyczną i jego przebieg różni się od przebiegu klasycznego HUS. Obie choroby prowadzić mogą do uogólnionego zapalenia i powstania licznych czopów zakrzepłej krwi w małych naczyniach krwionośnych, patologii znanej jako mikroangiopatia zakrzepowa.
Terapia obejmuje leczenie objawowe, stosowane są również dializy, sterydy, transfuzje krwi i plazmafereza.
Zespół hemolityczno-mocznicowy jest najczęstszą przyczyną ostrej niewydolności nerek u dzieci. Opisany po raz pierwszy w 1955.

## Epidemiologia
Każdego roku choruje 1,5 na 100 000 osób. Mniej niż 5% chorych umiera. 25% osób po przechorowaniu zespołu hemolityczno-mocznicowego ma kłopoty z nerkami.
Szczyt zachorowań przypada na 6 miesiąc – 4 rok życia.

## Etiologia

### Postać typowa
Stanowi 90% przypadków choroby. Najczęstszym identyfikowanym czynnikiem etiologicznym zespołu jest zakażenie Escherichia coli serotyp O157:H7, rzadziej inne Gram-ujemne bakterie shigatoksyczne (Shigella, Yersinia, wytwarzające toksynę Shiga – werotoksynę) lub Streptococcus pneumoniae.
Wykazano, że rezerwuarem patogenu są zwierzęta domowe (zwłaszcza bydło) u których jest składnikiem normalnej flory jelitowej. Spożycie przez człowieka zanieczyszczonej żywności (mięsa, mleka, wody) lub też bezpośredni kontakt z bezobjawowymi nosicielami (np. krowami) może spowodować rozwój choroby.

### Postać atypowa
W 5–10% przypadków choroby występuje postać atypowa niezwiązana z toksyną Shiga (werotoksyna). Ta postać choroby nie jest poprzedzona biegunką, może występować w każdym wieku (u dorosłych jest to najczęstsza postać choroby), często ma charakter nawrotowy i może występować rodzinnie. W 40% przypadków jest związana z infekcją Streptococcus pneumoniae. Postać atypowa w istocie jest heterogennym zaburzeniem układu immunologicznego i krzepnięcia. 
W atypowym zespole hemolityczno-mocznicowym opisano następujące zaburzenia:
- obniżone stężenie składowej C3 dopełniacza[11]
- niedobór czynnika H[12], I[13], B[14]

- mutacje MCP (ang. membrane cofactor protein, CD46)[12][15]

- niedobór proteazy rozkładającej czynnik von Willebranda związany z mutacją genu ADAMTS-13[16][17]

Różnicowanie atypowego HUS z zakrzepową plamicą małopłytkową (TTP) może być trudne. Różni je inny obraz kliniczny, w HUS dominują objawy niewydolności nerek, a w TTP na główny plan wysuwają się objawy neurologiczne. W TTP zwykle występują przeciwciała przeciw ADAMTS-13, HUS należy podejrzewać gdy nie stwierdza się niedoboru ADAMTS-13.

### Postać wtórna
Postać wtórna może być powodowana przez:
- leki: mitomycyna, cisplatyna, bleomycyna, gemcytabina, cyklosporyna A, takrolimus, tiklopidyna, klopidogrel, doustne środki antykoncepcyjne, chinina, walacyklowir, acyklowir, statyny, penicyliny, chinolony, sulfonamidy.
- powikłanie stanu przedrzucawkowego i  zespołu HELLP[11]
- choroby nowotworowe: powikłanie zatoru nowotworowego, przeszczep szpiku kostnego, radioterapia[11]
- infekcje: Streptococcus pneumoniae, Mycoplasma pneumoniae, Legionella, Coxsackie A i B, cytomegalowirus (CMV), parwowirus B19, wirus grypy
- toczeń rumieniowaty układowy, zespół antyfosfolipidowy, twardzina[11]
- niektóre glomerulopatie[11]

## Objawy i przebieg
Zespół hemolityczno-mocznicowy zwykle jest poprzedzony infekcją przewodu pokarmowego przebiegającą z biegunką. Biegunka pojawia się zwykle 3 dni po spożyciu zakażonego pokarmu, choć okres inkubacji może wynosić 1–12 dni. Werotoksyna produkowana przez bakterie EHEC może powodować znaczne szkody w okrężnicy, powodując kurczowe bóle brzucha i krwotoczne zapalenie okrężnicy. Możliwe są postacie łagodniejsze bez krwawej biegunki. Zakażenie w 80–90% przypadków ustępuje samoistnie w ciągu 5–8 dni od wystąpienia objawów. U 10–15% przypadków w ciągu 7–10 dni od początku objawów rozwija się zespół hemolityczno-mocznicowy.
Zespół hemolityczno-mocznicowy charakteryzuje typowa triada objawów:
- ostra niewydolność nerek,
- mikroangiopatyczna niedokrwistość hemolityczna,
- trombocytopenia.

W zespole pojawia się niedokrwistość hemolityczna z obecnością fragmentów erytrocytów (schistocyty) z ujemnym testem Coombsa, trombocytopenią i ostrym uszkodzeniem nerek. Stwierdza się obniżenie liczby erytrocytów, stężenia hemoglobiny, zwiększoną ilość retikulocytów. Pomimo małopłytkowości (zwykle poniżej 100 000/mm3) zwykle nie występuje plamica i czynne krwawienia. Objawy hematologiczne ustępują w ciągu 1–2 tygodni.
W zespole dochodzi do różnego stopnia uszkodzenia nerek i w połowie przypadków rozwija się ostra niewydolność nerek. Pojawia się wówczas skąpomocz lub bezmocz, zwiększenie stężenia kreatyniny oraz mocznika. W badaniu ogólnym moczu stwierdza się krwinkomocz, białkomocz nienerczycowy, mogą występować wałeczki ziarniste. W wyniku uszkodzenia nerek dochodzi do zaburzeń elektrolitowych i powstania nadciśnienia tętniczego. Stężenie potasu w początkowej fazie jest prawidłowe, w fazie oligurii lub anurii dochodzi do zwiększenia stężenia. Dializa może być konieczna do wyrównania zaburzeń wodno-elektrolitowych.
Krótkoterminowe rokowanie co do funkcji nerek jest dobre z pełnym powrotem ich czynności. Jednak w okresie długoterminowym istnieje stosunkowo duże ryzyko utrzymywania się białkomoczu, rozwinięcia przewlekłej niewydolności nerek, w tym schyłkowej niewydolności. Przewlekła choroba nerek dotyka 25–50% chorych, a schyłkowa niewydolność nerek (mocznica) jest następstwem choroby u 3–12% chorych. Rokowanie długoterminowe nie jest skorelowane z nasileniem początkowym choroby.
W 3% przypadków dochodzi do powikłań ze strony OUN, które obejmują zaburzenia świadomości, drgawki, zespół piramidowy, zespół pozapiramidowy, niedowład połowiczy, porażenie nerwu twarzowego, afazję, podwójne widzenie. Powikłania neurologiczne są efektem zaburzeń metabolicznych (głównie hiponatremii), nadciśnienia tętniczego oraz mikroangiopatii naczyń mózgowych. Werotoksyna nie uszkadza neuronów ani tkanki glejowej w sposób bezpośredni, kluczową rolę pełnią uwalniane cytokiny i generowane przez nie zapalenie i apoptoza komórek nerwowych.

## Rozpoznanie
O rozpoznaniu decyduje obraz kliniczny, ale pomocne są także wyniki badań laboratoryjnych:
- w rozmazie krwi charakterystyczna jest obecność schistocytów (krwinek uszkodzonych, pofragmentowanych, zdeformowanych), retikulocytoza, umiarkowana leukocytoza i trombocytopenia.
- ujemny odczyn Coombsa
- wskaźniki koagulologiczne (PT, APTT, D-dimer, stężenie fibrynogenu) pozostają w normie
- występuje zwiększenie aktywności LDH i stężenia bilirubiny pośredniej
- w badaniu moczu można wykryć obecność hemoglobiny, hemosyderyny, białka, zwiększonej ilości erytrocytów i leukocytów

Wykonuje się także posiew stolca w kierunku Escherichia coli O157:H7.

## Leczenie
Leczenie objawowe zespołu z monitorowaniem funkcji życiowych jest w większości przypadków choroby wystarczające. W razie konieczności stosuje się dializoterapię. Najcięższe przypadki leczy się plazmaferezą z podawaniem świeżo mrożonego osocza (FFP).
Antybiotykoterapia jest (poza HUS wywołanym Shigella dysenteriae) nieskuteczna, a nawet może pogarszać rokowanie, gdyż powoduje uwalnianie większych ilości werotoksyny.
W przypadku postaci atypowej genetycznie uwarunkowanymi  zaburzeniami alternatywnego szlaku aktywacji dopełniacza stosuje się ekulizumab. Jest to lek blokujący inhibitor składowej C5 dopełniacza.

## Rokowanie
Śmiertelność w typowym zespole hemolityczno-mocznicowym wynosi 3–5%. Starsze dzieci i dorośli mają gorsze rokowanie, podobnie przypadki nawracającego, rodzinnie występującego zespołu hemolityczno-mocznicowego.